# Randolph Scott

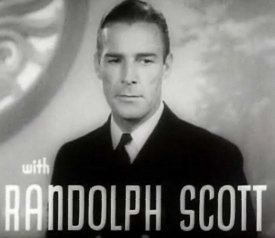
Randolph Scott i Flottan dansar (1936).

George Randolph Scott, född 23 januari 1898 i Orange County, Virginia, död 2 mars 1987 i Beverly Hills, Los Angeles, Kalifornien, var en amerikansk skådespelare.
I april 1917 gick USA med i första världskriget och kort därefter tog Scott, 19 år gammal, värvning i armén. Randolph Scott tjänstgjorde i Frankrike som artillerieldledare i 2nd Trench Mortar Battalion, 19th Field Artillery. Efter hemkomsten till USA sökte han sig till scenen och slöt sig till Pasadena Community Playhouse. År 1929 träffade Scott Howard Hughes på en golfbana och fick genom denne småroller på film. 
Scott medverkade sedan i filmer i olika genrer innan han så småningom blev en av Hollywoods populäraste stjärnor i en rad vilda västern-filmer, lång, stilig och väderbiten. I sina filmer red han på en vacker häst som hette Stardust.
Randolph Scott var en av filmvärldens rikaste män - hans förmögenhet i oljekällor, egendom och försäkringar uppgick vid hans död till närmare 100 miljoner dollar.

## Filmografi i urval
- 1962 – De red efter guld
- 1959 – Vägen till Santa Cruz
- 1958 – Med snaran om halsen
- 1955 – Pistolsheriffen
- 1951 – Santa Fe
- 1950 – Duell i bergen
- 1950 – Colt .45
- 1946 – Den laglösa staden
- 1943 – Attack i djungeln
- 1942 – Guldfågeln
- 1940 – Min favorithustru
- 1936 – Den siste mohikanen
- 1936 – Flottan dansar
- 1935 – Roberta
- 1929 – Bragdernas man